# Music Madness
Music Madness é o segundo álbum de estúdio do grupo de hip-hop e electro Mantronix.  Music Madness foi o último disco lançado pela gravadora independente Sleeping Bag Records.

## Faixas
1. "Who Is It?" – 6:05
2. "We Control The Dice" – 3:53
3. "Listen To The Bass Of Get Stupid Fresh Part 2" – 4:22
4. "Ladies UK Remix" – 3:35
5. "Big Band B-Boy" – 4:40
6. "Music Madness" – 5:23
7. "Electronic Energy Of..." – 5:29
8. "Scream" – 5:23
9. "Mega Mix" – 4:00

### Faixas bônus (Music Madness Plus)
Em 1987 a Sleeping Bag Records lançou o álbum em formato CD com o nome Music Madness Plus, que incluia cinco faixas bônus retiradas do primeiro disco do grupo Mantronix: The Album.
1. "Bassline" – 5:23
2. "Needle To The Groove" – 3:40
3. "Hardcore Hip-Hop" – 6:20
4. "Get Stupid 'Fresh' Pt. 1" – 3:53
5. "Fresh Is The Word" – 5:28